# Everso II degli Anguillara
Everso II degli Anguillara (1398 circa – Cerveteri, 4 settembre 1464) è stato un condottiero italiano, conte di Anguillara e signore di molti feudi.
Nacque (forse ad Anguillara, il cui castello, da anni in possesso della casata, in seguito ristrutturò) verso la fine del XIV secolo da Dolce I, del ramo di Stabia, e da Battista Orsini di Nola. L'avo Everso I visse nel Trecento. Sposò Francesca Orsini dalla quale ebbe tre figli legittimi. La prole naturale era ragguardevole.

## Biografia
Così illustra Gaetano Moroni l'arme di Everso «morione sormontato dal cimiero da cui esce un mezzo cinghiale che tiene fra denti un'anguilla"; e così ne descrive la presenza sul muro dell'Ospedale di s. Giovanni: "arme che vedesi ripetuta nel muro esterno dell'Ospedale del ss. Salvatore presso s. Giovanni in Laterano, in memoria delle benefiche lascite fattegli con testamento, colle quali fu fabbricato un nuovo braccio; in pentimento dell'iniquità e invasioni da lui commesse, e falsificatore delle monete di Nicolò V, Calisto III e Pio II. I figli seguendo le cattive vestigia del padre furono puniti da Paolo II, togliendo loro l'Anguillara con 11 luoghi fortissimi, non molto lontani da Roma, tali resi da Everso II pel genio particolare che avea nel fabbricare torri e fortificazioni onde sostenersi nelle sue prepotenze».
Lo stemma generale della famiglia Anguillara era: d'argento a due anguille d'azzurro, poste in croce di Sant'Andrea, al cingolo militare, quale bordura, dentata d'argento e di rosso.

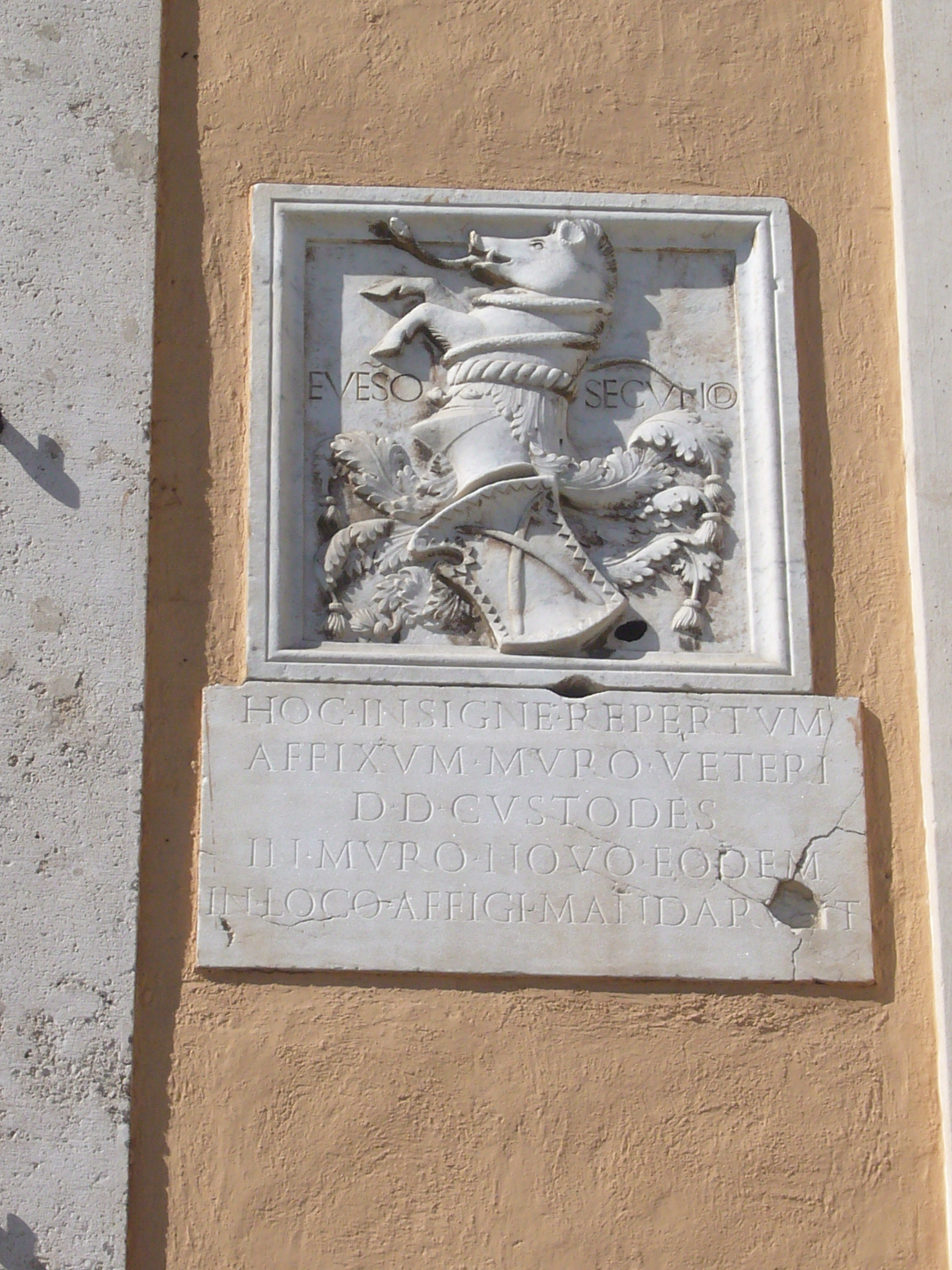
Arme e memoria della donazione di Everso sulla facciata dell'Ospedale di S. Giovanni a Roma

Diventato conte di Anguillara fin da bambino, sotto la tutela della madre, nel primo trentennio del XV secolo il già temibile Everso era signore di ampi domini: di Cerveteri, Carbognano, Caprarola, Ronciglione, Capranica, Vetralla, Santa Severa, San Giovenale, Monticelli, Santa Pupa. Nel 1416 provocò lo sdegno degli abitanti di Sutri perché aveva compiuto scorrerie nei loro territori e aveva fatto dei prigionieri. Nel 1431, essendo commissario del patrocinio di San Pietro in Tuscio, si poneva al servizio di papa Eugenio IV in occasione della guerra contro i Colonna e stipulava un accordo col protonotario apostolico Francesco Condulmer. Combatté per lo Stato della Chiesa e fu amico dei migliori condottieri suoi contemporanei. Nemico acerrimo dei Di Vico, ne smantellò il castello di Ronciglione; nel 1432 attaccò Vetralla, insieme a Giovanni Mostarda. Per essersi indignato con il pontefice, non prese parte alla guerra contro Braccio da Montone; ma quando fu rifatta la pace, arrivò ancora in tempo a respingere il signore di Perugia e nello stesso anno 1433 ne pose in fuga il commissario Angelo Roncone che aveva messo a sacco il villaggio di Bieda.
Un anno dopo sostenne la Chiesa contro il duca di Milano Filippo Maria Visconti e si rappacificò col Fortebraccio. Pose sotto assedio Tolfa ma questa si arrese nel 1435 soltanto a Dolce II, fratello di Everso.
Nei saccheggi fatti per propria iniziativa contro il prefetto di Vico, a Vetralla, Caprarola, Casamola e Carbognano portò via un ricco bottino. Il Vico chiese protezione ai viterbesi e a Francesco Sforza, senza alcun esito; mentre Everso aiutato dal Giovanni Vitelleschi, riuscì a sconfiggere Giacomo Castelli di Vico, ultimo della sua famiglia ad esercitare quella carica, traendo da questa impresa vantaggiosissimi frutti.
Nel 1436 contrastò Antonio da Pontedera, nemico del Papa e lo costrinse a ritirarsi in Marittima. Morto costui continuò a provocare i Colonnesi, perpetrando razzie nella zona di Castelnuovo e causando seri danni. Il patriarca Vitelleschi, al contrario, ebbe sempre fiducia in Everso, che gli fu fedele e devoto. Fu insignito dell'ambito Ordine dell'Ermellino e si dimostrò appassionato di architettura: fece ricostruire la torre a Roma, il palazzo baronale di Anguillara, i castelli di Capranica e di Faleria,
Nel 1438, fatte alcune incursioni nei castelli di Orvieto, si accinse all'impresa contro Corrado III Trinci signore di Foligno; ma senza insistere per paura del duca di Milano. A Castel Sant'Angelo, nel 1440, tentò di liberare il Vitelleschi prigioniero, ma fallì nella sua impresa. Passò al servizio del cardinale legato Ludovico Scarampi Mezzarota, per il quale combatté contro il Piccinino e il re di Napoli Alfonso V d'Aragona. Dopo un anno di neutralità durante la lotta tra lo Sforza e la Chiesa, si decise nel 1442 a battersi per il Papa.
Nel 1448 lo ritroviamo a combattere contro Alfonso d'Aragona, nell'assedio di Piombino, in aiuto di Rinaldo Orsini, per cui venne bandito dal re.
Nel 1452 era al servizio degli aragonesi. Aiutò lungamente e tenacemente nelle Marche tutti i ribelli del Papa, ignorando gli anatemi e le scomuniche lanciati da Niccolò V.
L'annessione della contea di Tagliacozzo, voluta dal nuovo papa Callisto III (1455), provocò un conflitto tra Everso e Napoleone Orsini e la conseguente alleanza tra l'Anguillara e i Colonna. Solo papa Pio II, successore di Callisto, riuscì a pacificare i due condottieri nel 1458.
Avendogli il Papa contestato il possesso di Vico per darlo al nipote Pier Luigi Borgia, Everso occupò Assisi e Nocera Umbra, prese a tradimento Viterbo, e progettò di impadronirsi di Roma, durante una visita del pontefice a Siena.
Tiranno e spregiudicato, nel 1461 meditò addirittura di far uccidere il Vicario di Cristo. Infine dopo qualche ulteriore tentativo di resistenza, si ritirò nei suoi domini e morì, anziano e probabilmente per cause naturali, nella rocca di Cerveteri il 4 settembre 1464.
Fu sepolto, accanto al padre Dolce I, nella Basilica di Santa Maria Maggiore.
Il papa Paolo II, facendo leva sulla scarsa presenza della famiglia nella Curia romana, indebolì la potenza degli Anguillara lasciando che i loro feudi venissero attribuiti in gran parte agli Orsini loro principali rivali e allontanò i figli di Everso: Francesco, sposo di Lucrezia Farnese, morì nelle carceri di Castel Sant'Angelo nel 1471; il primogenito Deifobo (consorte di Maria Orsini e della veneziana Caterina Colonna) riuscì a farsi accogliere nella repubblica di Venezia dove visse fino al 1490. La discendenza legittima di Everso II non esisteva più. A Roma sopravvisse, invece, il ramo di Ceri, estinto nel Settecento. Cassandra, figlia naturale, sposò nel 1461 Antonello I Zampeschi, signore di Forlimpopoli.

## Galleria d'immagini

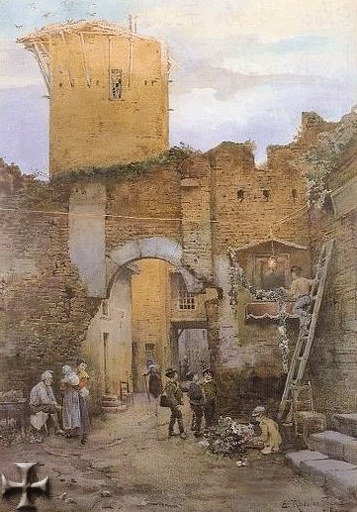
La fortezza romana degli Anguillara nel 1880 (Ettore Roesler Franz)
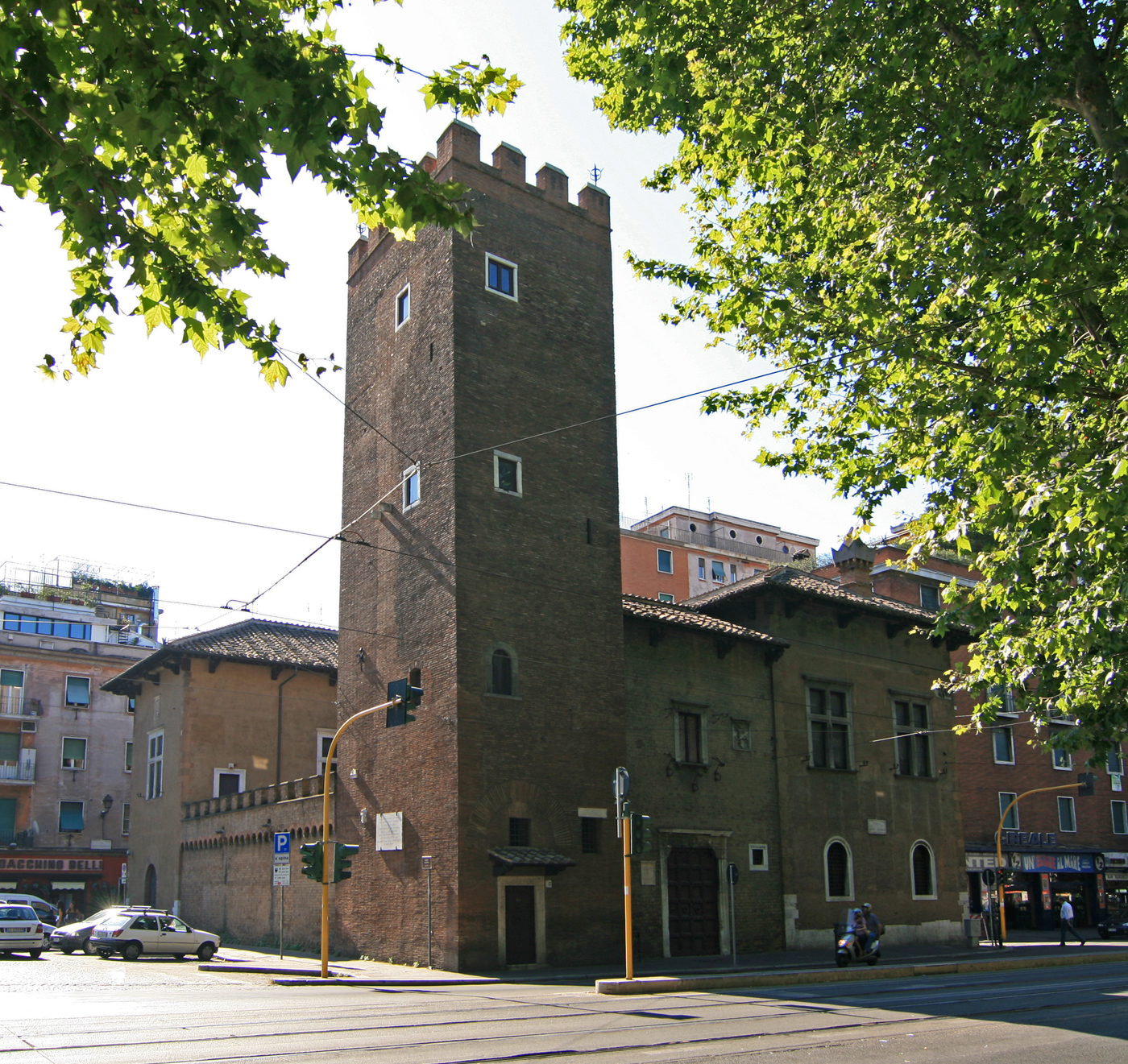
La torre degli Anguillara a Roma
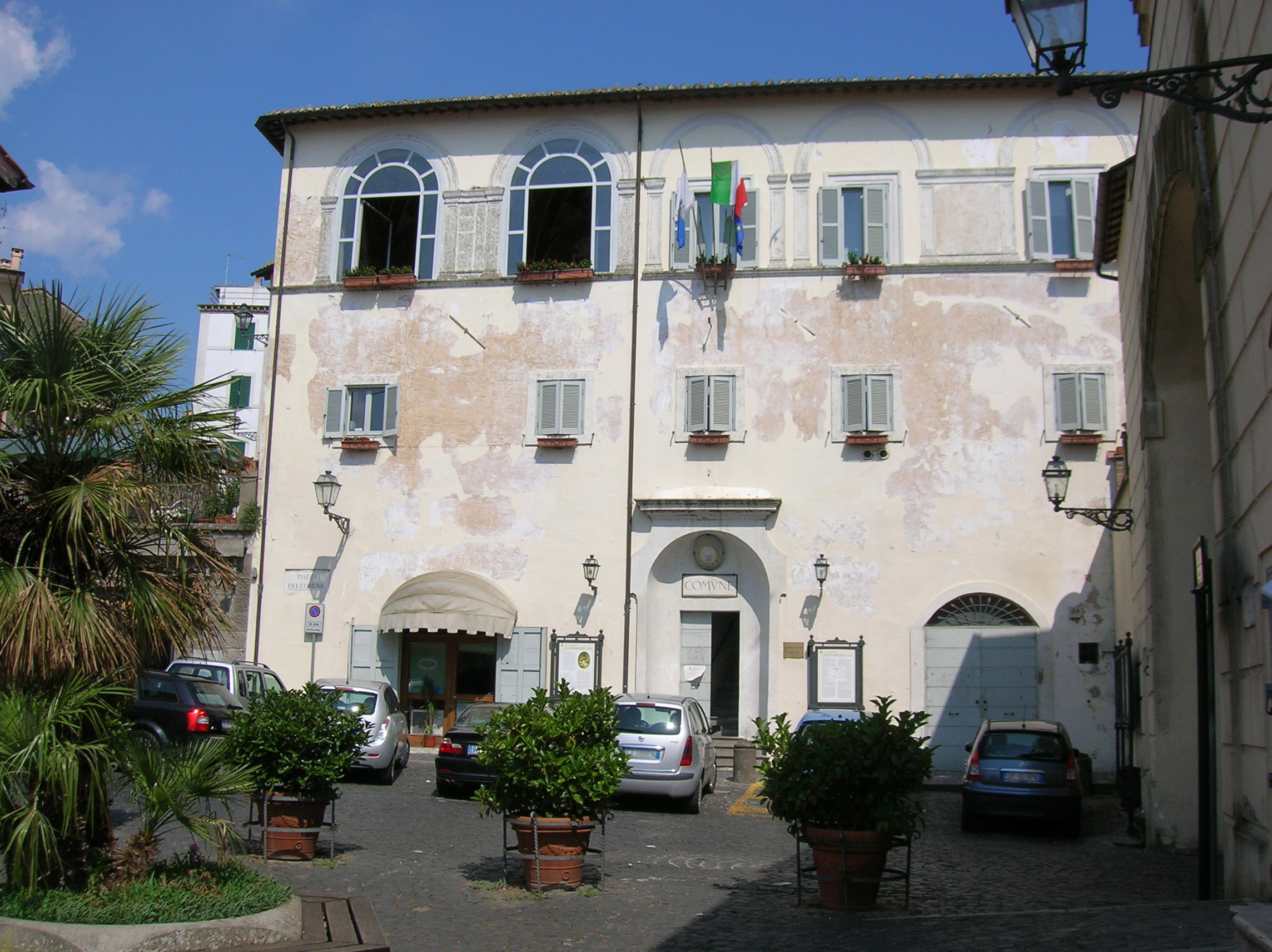
Il palazzo baronale ad Anguillara Sabazia
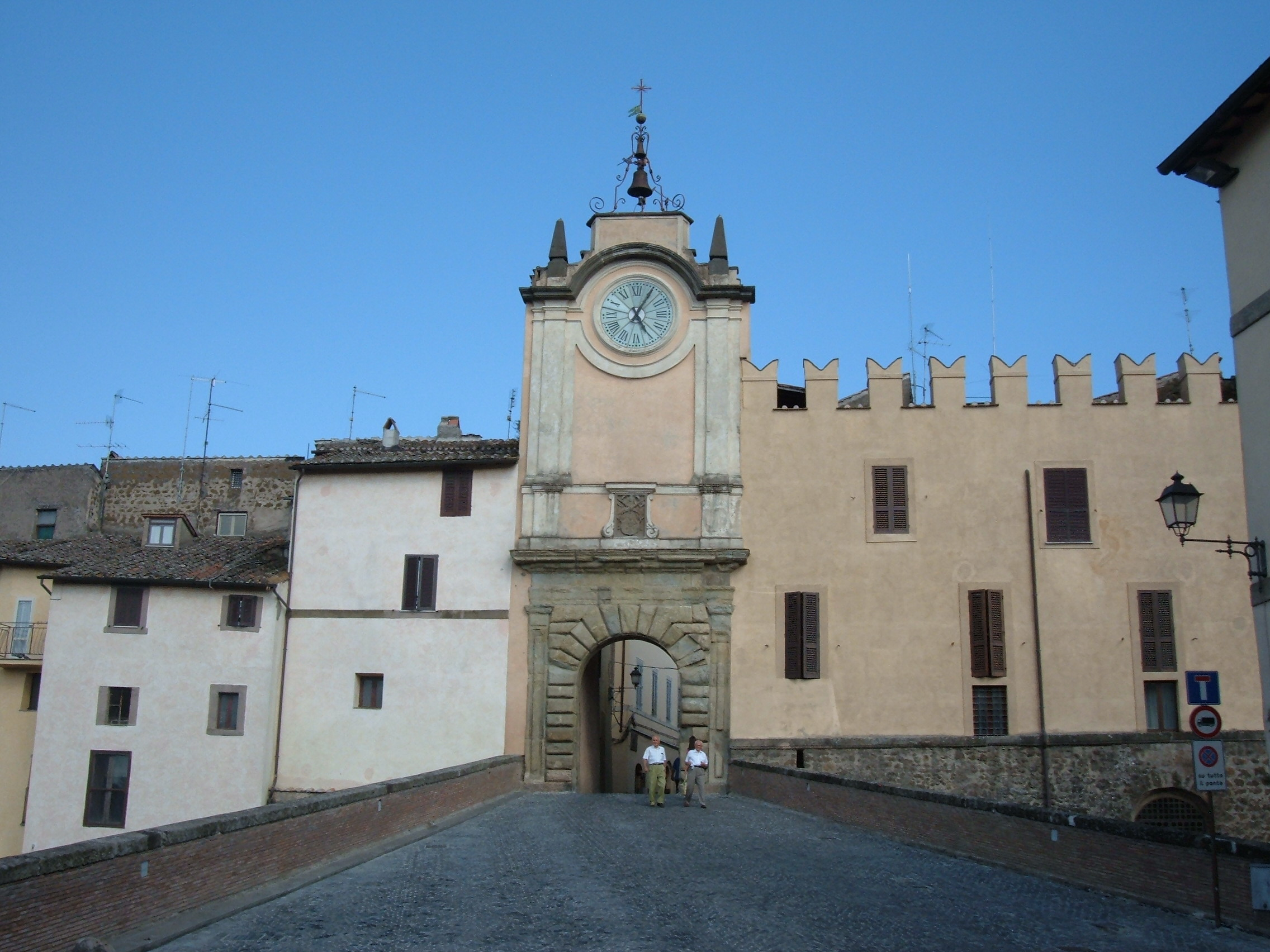
Il castello degli Anguillara a Capranica
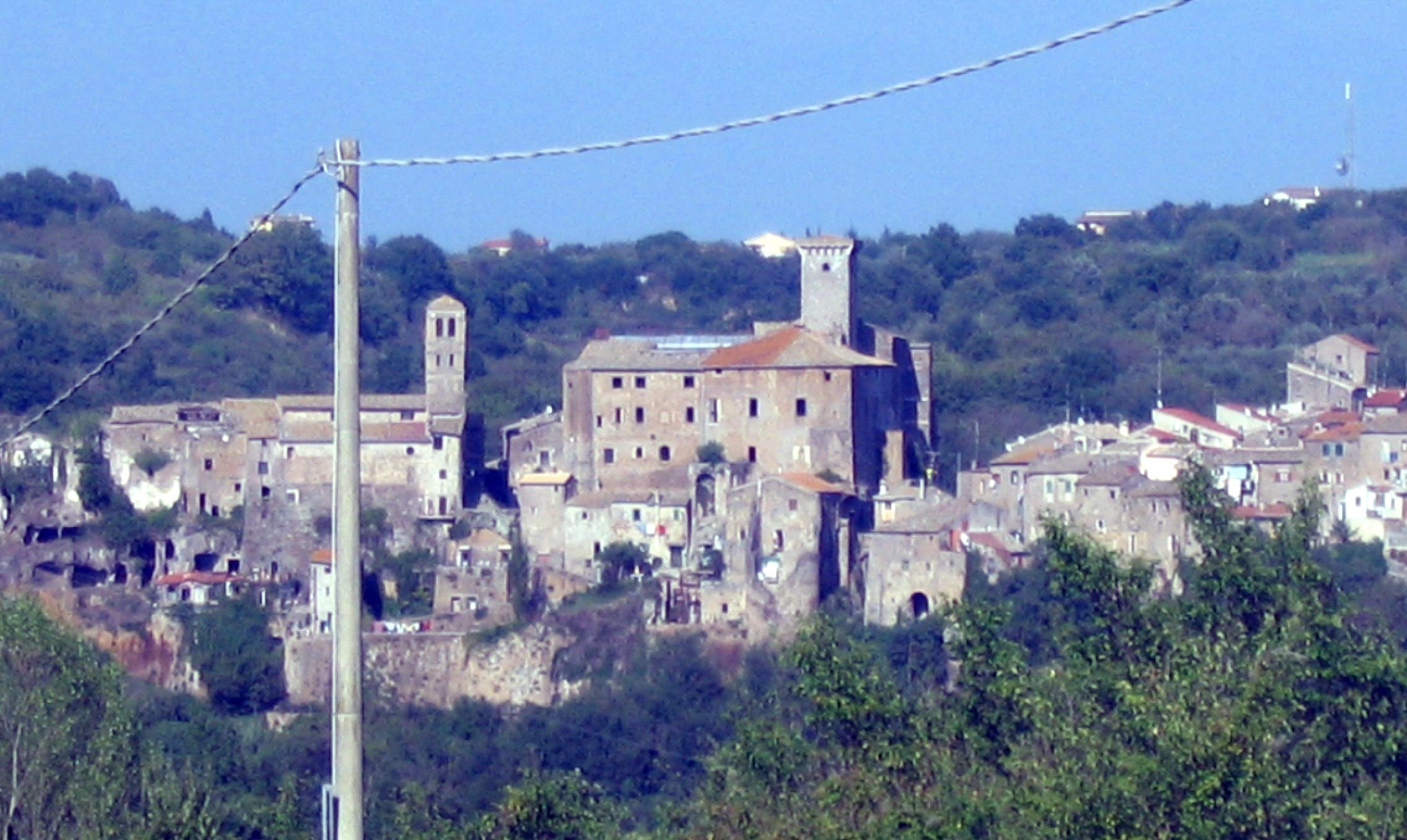
Il castello degli Anguillara a Faleria
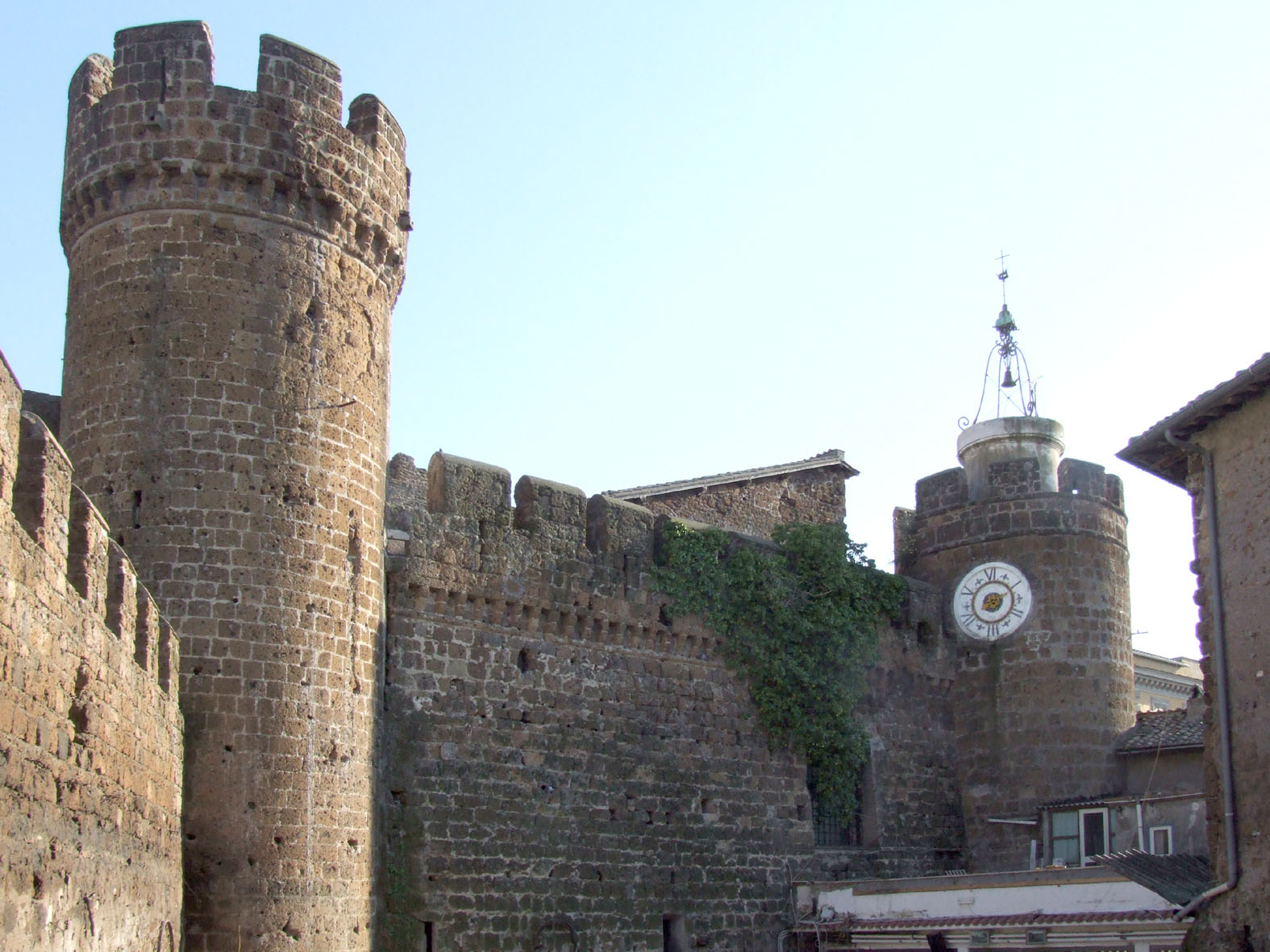
La rocca di Cerveteri, poi castello Ruspoli